# Boursault
Boursault település Franciaországban, Marne megyében. Lakosainak száma 407 fő (2022. január 1.). Boursault Venteuil, Saint-Martin-d’Ablois, Damery, Épernay, Œuilly, Vauciennes és Cœur-de-la-Vallée községekkel határos.

## Népesség
A település népességének változása:
| Lakosok száma | 459  | 488  | 462  | 469  | 457  | 449  | 451  | 441  | 435  | 407  |
|               | 1968 | 1982 | 1990 | 2006 | 2013 | 2015 | 2017 | 2019 | 2020 | 2022 |